# Páčidlo

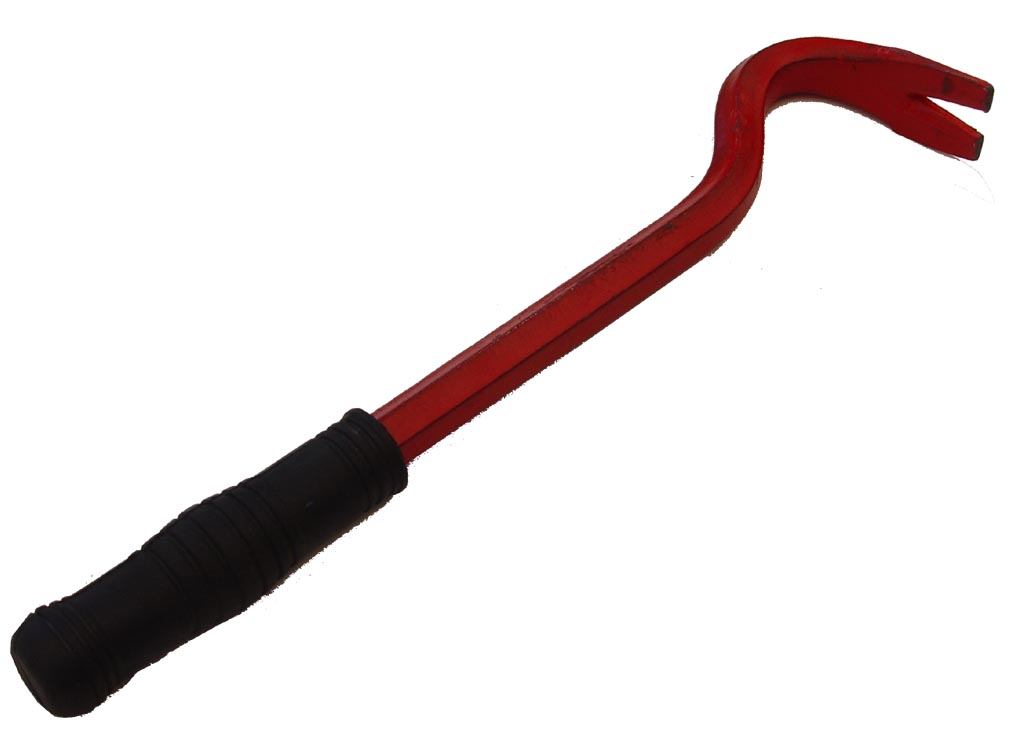
Páčidlo pro vytahování hřebíků.

Páčidlo -neboli také pajsr či pajcr- je pomocný pracovní nástroj určený pro rozebírání navzájem spojených částí. Jedná se obvykle o kovovou tyč s jedním zahnutým a zploštělým koncem (nebo i oběma ohnutými konci - což je tzv. es-hák), někdy opatřeným štěrbinou - pro odstraňování hřebíků. Páčidla se užívá jako jednoduché páky k oddělování dvou navzájem spojených předmětů od sebe, kupř. k odstraňování hřebíků z dřevěných součástí. Páčidla se běžně užívají k otevírání dřevěných předmětů spojených navzájem hřebíky (kupř. dřevěné bedny či krabice). Větší páčidla se využívají také pro některé demoliční práce: vytrhávání prken, oddělování jednotlivých konstrukčních prvků (např. cihel), či k rozbíjení měkčích předmětů. Mohou být také používána pro nadzdvihování těžkých předmětů.
Páčidlo obyčejně bývá vyrobeno z oceli, ale může být také vyrobeno z dražšího titanu, který je lehčí, nemagnetický a nedělá jiskry při nárazu.

## Jiné fiktivní použití

Páčidlo

V herní sérii Half-Life je páčidlo základní zbraní, kterou třímá hráčem ovládaná postava, Gordon Freeman. Stalo se také populárním symbolem v Half-life fanouškovské kultuře.